# Ла Гадзета дело Спорт
„Ла Гадзета дело Спорт“ (на италиански: La Gazzetta dello Sport) в Милано е най-тиражираният спортен всекидневник в Италия и най-старият в света.
Издава се от RCS MediaGroup. Първият му брой датира от 3 април 1896 г. Отличава се от конкурентите си по розовата хартия, на която се отпечатва. Средният тираж е около 630 000 броя, в понеделниците достига до 850.000. Най-големият тираж е достигнат ден след спечелването на Световното първенство в Германия - на 10 юли 2006 г. са отпечатани 1.650.000 копия, а общо с допълнителните издания от следобеда и вечерта - 2.302.088 копия, рекорд в историята на Италия.
Освен спортен ежедневник от 1909 г. изданието е и организатор на колоездачната обиколка на Италия.
Вестникът основно отразява футбол, Формула 1 и колоездене, като на футбола обикновено са отделени 24-28 от 40-те страници. Във футболната част на този милански всекидневник се отделя голямо внимание на Милан и Интер.